# Scream (pel·lícula de 1996)
Scream (lit. «Crida») és una pel·lícula slasher del 1996, dirigida per Wes Craven i escrita per Kevin Williamson. La pel·lícula, es volia anomenar Scary Movie però es va substituir el títol per Scream. Ha estat doblada al català.
És la primera part d'una saga. Presenta el trio protagonista que es pot trobar durant tota la saga. Ens parla sobre na Sidney Prescott, una jove que pateix la terrible mort de la seva mare, na Maureen Prescott. Un any després, algú comença a assassinar els amics de la Sidney però és algú normal i corrent. Quina és la identitat de l'assassí és la pregunta que es fa el públic durant tota la pel·lícula.
Es va estrenar el 1996 als Estats Units, i la primera setmana no va tenir gaire succés. Però el boca a boca va funcionar i, finalment, va passar de recaptar uns sis milions a recaptar-ne prop de 99.
Van oferir el personatge de la Sidney Prescott a l'actriu Drew Barrymore, però aquesta va decidir fer el paper de la víctima principal, la Casey Becker. La seva actuació va fer que fos nominada, tot i que finalment no el va guanyar, pel premi a la millor actriu de repartiment dels Premis Saturn. Finalment, la Neve Campbell va fer el paper de la protagonista.

## Argument
Després de la mort de la seva mare, dos joves són assassinats. Sidney Prescott torna a patir l'angoixa per part de la premsa mentre algú fa servir clàssics del terror per a matar els seus amics.

## Resum de la pel·lícula
La pel·lícula comença amb una trucada de l'assassí a casa de na Casey Becker, la qual, juntament amb el seu xicot, acaba assassinada. L'endemà tot l'institut llegeix la notícia als diaris. Sidney torna a ser aclaparada per part de la premsa, mentre el film mostra una reportera decidida anomenada Gale Weathers.
Na Sidney es troba a casa sola, després que el seu pare se'n ha anat de la ciutat, i l'assassí l'ataca. Ella sospita el seu xicot, el qual assegura que no ha fet res. Suspenen les classes a l'institut per causa de l'assassinat i, mentre la Sidney es prepara per una festa amb la seva amiga Tatum, assassinen el director de l'institut.
A la festa, l'assassí persegueix la Tatum i l'assassina amb la porta del garatge. La Gale col·loca una càmera per enregistrar tots els successos d'aquella nit. S'enamora d'en Dewey, el germà de la Tatum, i quan tornen a la casa on se celebra la festa, ja no hi ha ningú. L'assassí torna a atacar la Sidney mentre aquesta presencia la mort del càmera de la reportera i la «suposada» mort de la Gale, igual que en Dewey. Finalment, es coneix la identitat dels assassins: el seu xicot Billy i el xicot de la Tatum, l'Stu. Però la Sidney els mata, i la Sidney, la Gale, en Dewey i en Randy queden com a supervivents dels terribles assassinats a Woodsboro.

## Repartiment
- Neve Campbell: Sidney Prescott
- David Arquette: Dewey Riley
- Courteney Cox: Gale Weathers
- Drew Barrymore: Casey Becker
- Rose McGowan: Tatum Riley
- Skeet Ulrich: Billy Loomis
- Matthew Lillard: Stu Macher
- Jamie Kennedy: Randy Meeks

## Guió i altres
Durant la pel·lícula, es conserva el mètode d'esmentar clàssics del terror com: Malson a Elm Street (1984), Divendres 13 (1980), Halloween (1978) i, de forma especial, la protagonista d'aquesta última, Jamie Lee Curtis.
La pel·lícula va revolucionar una nova era del cine de terror. El guionista, Kevin Williamson, va voler anomenar la pel·lícula «paròdia de tots els films d'assassins en sèrie», tals com Freddy Krueger o Michael Myers. El director i Williamson, van crear així una pel·lícula que no deixava d'espantar el públic amb escenes impactants com el principi, o la tensió provocada pel guionista durant els 100 minuts que dura el llargmetratge.